# Clitopilus
Clitopilus (Fr. ex Rabenh.) P. Kumm., Führer für Pilzfreunde (Zwickau): 23, 96 (1871)
Funghi di dimensioni medie, con lamelle decorrenti e rosa. 
Alcuni autori considerano il genere Clitopilus staccato dal genere Rhodocybe, in cui le spore non hanno costolature meridiane, caratteristica invece presente nei Clitopilus, tuttavia la suddivisione non è così netta.

## Specie diClitopilus
La specie tipo del genere è il Clitopilus prunulus (Scop.) P. Kumm. (1871).
Si elencano qui di seguito le specie appartenenti al genere:
- Clitopilus abortivus Berk. & M.A. Curtis
- Clitopilus adnatifolius Murrill
- Clitopilus albogriseus Peck
- Clitopilus amarus A. de Haan (1998)
- Clitopilus ammophilus Malençon (1975)
- Clitopilus angustus (Pers.) P. Kumm. (1871)
- Clitopilus apalus (Berk. & Broome) Petch
- Clitopilus argentinus Singer (1952)
- Clitopilus arvidssonii Pilát (1948)
- Clitopilus atrotuberculosus Rick (1920)
- Clitopilus australiana Cleland (1933)
- Clitopilus avellaneus Murrill
- Clitopilus bigelowii T.J. Baroni (1995)
- Clitopilus bogariensis Henn. & E. Nyman
- Clitopilus caespitosus Peck
- Clitopilus carnosa-tenax (Britzelm.) Sacc. (1895)
- Clitopilus chalybescens T.J. Baroni & Desjardin (2001)
- Clitopilus cicatrisatus Lasch
- Clitopilus cinereicolor Murrill
- Clitopilus cinereifolius (Britzelm.) Sacc. (1895)
- Clitopilus concentricus Gillet
- Clitopilus congolensis Beeli (1928)
- Clitopilus conissans Peck
- Clitopilus cretaceus Maire (1937)
- Clitopilus cretatus (Berk. & Broome) Sacc. (1887)
- Clitopilus crispus Pat.
- Clitopilus curtipes Massee
- Clitopilus cyathoideus Cooke & Massee
- Clitopilus cystidiatus Hauskn. & Noordel. (1999)
- Clitopilus daamsii Noordel. (1984)
- Clitopilus davisii Peck
- Clitopilus depressus Clem. (1896)
- Clitopilus earlei (Murrill) Sacc. & Trotter
- Clitopilus entoloma (Murrill) Murrill (1946)
- Clitopilus erythrosporus Peck
- Clitopilus fasciculatus Noordel. (1983)
- Clitopilus filifer (Speg.) Singer (1951)
- Clitopilus flavidus Massee
- Clitopilus floridanus (Murrill) Murrill (1942)
- Clitopilus fragilis Rick
- Clitopilus fuscogelatinosus Redhead & T.J. Baroni (1986)
- Clitopilus gigantosporus M. Zang (2001)
- Clitopilus giovanellae (Bres.) Singer (1951)
- Clitopilus glabellus Speg. (1889)
- Clitopilus griseobrunneus T.J. Baroni & Halling (2000)
- Clitopilus griseus Rick (1920)
- Clitopilus hobsonii (Berk. & Broome) P.D. Orton (1960)
- Clitopilus hrbanovii (Velen.) Singer (1979)
- Clitopilus hydroionides Ces.
- Clitopilus ignitus (Britzelm.) Sacc. & Traverso (1910)
- Clitopilus incrustatus Singer (1948)
- Clitopilus ionipterus Ces.
- Clitopilus irregularis Peck
- Clitopilus jaczewskii Lebedeva (1933)
- Clitopilus lentulus P. Karst.
- Clitopilus leptonia Peck
- Clitopilus lignicola Murrill
- Clitopilus lignyotus Hongo (1954)
- Clitopilus magnisporus Murrill
- Clitopilus melilotus Berk. & M.A. Curtis
- Clitopilus micropus Peck
- Clitopilus minimus (Murrill) Murrill (1942)
- Clitopilus mirificus (Britzelm.) Sacc. (1895)
- Clitopilus murinus Murrill
- Clitopilus nidus-avis Secr.
- Clitopilus noveboracensis (Peck) Sacc. (1887)
- Clitopilus nyssicola (Murrill) Murrill (1942)
- Clitopilus octaristus R. Heim (1967)
- Clitopilus omphaliiformis Joss. (1941), [RSD]
- Clitopilus orcellarius Ces.
- Clitopilus orcelloides Pat. & Demange
- Clitopilus orientalis T.J. Baroni & Watling (1999)
- Clitopilus pallidus R. Heim (1934)
- Clitopilus parilis (Fr.) Kühner & Romagn. (1954)
- Clitopilus pascuensis Peck
- Clitopilus passeckerianus (Pilát) Singer (1946), [RSD]
- Clitopilus paxilloides Noordel. (1993)
- Clitopilus pelletieri Pat.
- Clitopilus peri (Berk. & Broome) Petch
- Clitopilus pertenuis Malençon (1975)
- Clitopilus pinsitus (Fr.) Joss. (1937)
- Clitopilus prostratus Cleland (1931)
- Clitopilus prunulus (Scop.) P. Kumm., Führer für Pilzfreunde (Zwickau): 23, 96 (1871)
- Clitopilus pseudo-orcella (Fr.) Sacc. (1887)
- Clitopilus pusillimus (Speg.) Raithelh. (1991)
- Clitopilus quisquiliaris (P. Karst.) Noordel. (1982)
- Clitopilus recollectus (Britzelm.) Sacc. (1895)
- Clitopilus rhodophyllus (Bres.) Singer (1962)
- Clitopilus rhodosporus (Britzelm.) Sacc. (1895)
- Clitopilus rhodotrama Singer (1952)
- Clitopilus riparius Velen. (1947)
- Clitopilus roseiavellaneus (Murrill) Murrill (1938)
- Clitopilus sarnicus Massee (1897)
- Clitopilus septicoides (Henn.) Singer (1951)
- Clitopilus seymourianus Peck
- Clitopilus smithii (Cooke) Massee (1893)
- Clitopilus socialis Peck
- Clitopilus sphaerosporus Peck
- Clitopilus squamulosus Peck
- Clitopilus stilbocephalus (Berk. & Broome) Sacc. (1887)
- Clitopilus straminipes (Massee) Sacc. (1891)
- Clitopilus subcinereus Murrill
- Clitopilus subfascicularis Rick (1961)
- Clitopilus subfrumentaceus Cleland (1931)
- Clitopilus subgilvus Berk. & Broome
- Clitopilus subignatus (Britzelm.) Sacc. (1895)
- Clitopilus submicropus Rick
- Clitopilus subplanus Peck
- Clitopilus subvilis Peck
- Clitopilus subvilis House (1920)
- Clitopilus tephreus Berk. & Broome
- Clitopilus togoensis Henn. (1895)
- Clitopilus underwoodii Peck (1896)
- Clitopilus undulatus Fr.
- Clitopilus unitinctus Peck
- Clitopilus venososulcatus Singer (1946)
- Clitopilus vilis (Fr.) Sacc. (1887)
- Clitopilus viscidus Velen. (1939)
- Clitopilus washingtoniensis Braendle
- Clitopilus woodianus Peck

## Etimologia
Dal greco klitos (κλίτος) = pendio e pílos (πῖλος) = cappello, cioè con il cappello inclinato.